# Kerry James Marshall
Kerry James Marshall (Birmingham, 17 de outubro de 1955) é um artista e professor norte-americano, conhecido pelas fituras com enfoque em figuras negras. Em 2017, apareceu na lista de 100 pessoas mais influentes do ano pela Time.